# Isotta Nogarola

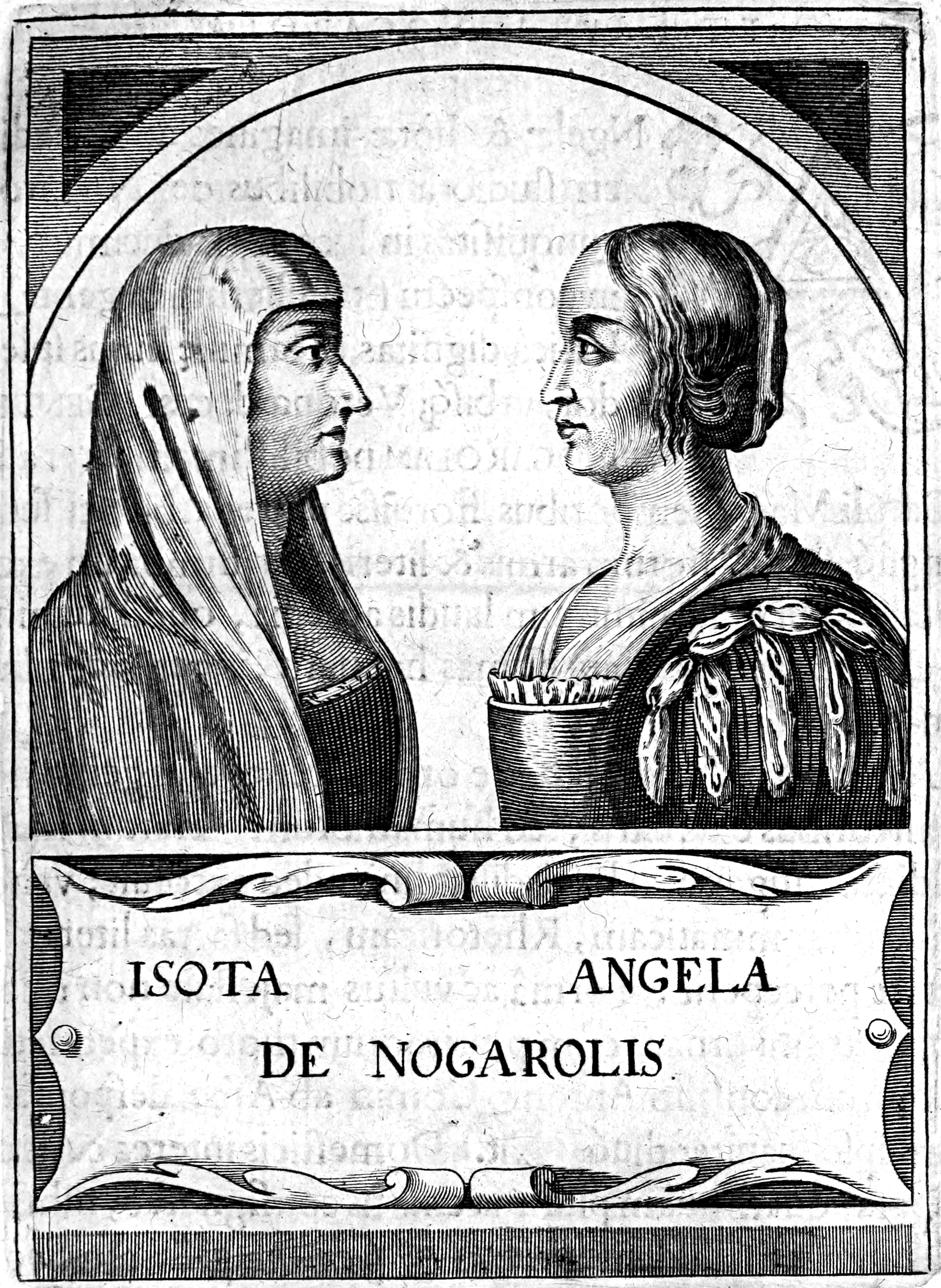
Il·lustració d'Isotta Nogarola amb la seva tia, la poeta Angela Nogarola

Isotta Nogarola (1418-1466) va ser una escriptora i intel·lectual italiana. Isotta era apassionada de la seva educació, i va esdevenir una de les dones humanistes més famoses del Renaixement italià: inspirà generacions d'escriptores i artistes. La seva obra més influent va ser un diàleg literari, Diàleg sobre Adam i Eva, en el qual parlava del relatiu pecat comés per Adam i Eva, contribuint a un debat que va durar segles a Europa sobre el gènere i la naturalesa de la dona.

## El Renaixement i l'Humanisme
Nascuda en el si d'una família benestant a Verona, Itàlia, era una de deu germans, dels quals només set van arribar a l'edat adulta. Durant la vida d'Isotta, Itàlia es trobava passant pel seu Renaixement. Una apreciació de l'art, l'educació, i la cultura envoltava els italians. Políticament, Itàlia estava dividida en ciutats estat governades per famílies extremadament riques: Gènova, Florència i Venècia en són exemples.
En aquella època els homes governaven tot l'espectre polític, i no hi hi havia lloc per a les dones en la societat pública. Els nois joves estudiaven humanisme, que havia començat a Florència en el segle xiv i s'havia estès per tot Itàlia, i era l'estil d'aprenentatge contemporani per als rics. Centrant-se en les obres de les antigues Grècia i Roma, els estudiosos creien que l'educació humanista produiria persones més ben equipades amb millor comprensió del coneixement. Les escoles ensenyaven poesia, gramàtica, retòrica, història i filosofia moral, matèries que ajudarien qualsevol noi en el seu futur en el món de la política.

## Joventut
La mare de Nogarola, que era vídua, va permetre a Isotta i la seva germana ser educades rebent educació d'un dels millors mestres del seu temps: el seu primer tutor va ser Martino Rizzoni, que havia estat deixeble del famós Guarino de Verona, un del pensadors humanistes més avançats. Nogarola i les seves germanes van rebre la mateixa educació que la que hauria rebut un noi d'una família benestant, excloent-ne la retòrica, que era considerada irrellevant per a una dona donada la manca de participació en la vida pública d'aquestes en una societat dominada pels homes.

Isotta va provar que era una estudiant extremadament capaç, amb obres literàries que van començar a ser aclamades per tota la regió. La seva eloqüència en llatí era molt respectada. Isotta estava preocupada que la fama no fos deguda a la seva intel·ligència sinó a la novetat, en aquella societat, del seu gènere. En aquella època una manera comuna de començar una carrera humanista era escrivint a un acadèmic ja establert i publicitar els seus elogis o la seva resposta. Ella ho va fer l'any 1437, escollint Guarino de Verona mateix, un objectiu d'altura. Aquesta notícia es va estendre per tot Verona, motiu que es va aprofitar per ridiculitzar Isotta. Va passar un any sense resposta, i Isotta enfurismada va escriure una segona carta a Guarino, que deia:
"Per què... nascuda dona, he de ser menyspreada pels homes en paraules i fets? Em faig aquesta pregunta en solitud... La seva injustícia m'ha causat molt de patiment, que podria ser major. Vostè mateix va dir que no hi havia cap objectiu que jo no pogués aconseguir. Però ara que res no ha resultat com hauria de ser, la meva alegria ha donat pas a la pena... Tothom es burla de mi a la ciutat, les dones em ridiculitzen."
Aquest cop, Guarino de Verona li va respondre dient: "vaig creure i vaig confiar que la teva ànima era masculina... Però ara sembles tan humiliada, tan abjecta, i tan veritablement una dona, que demostres que no tens cap de les estimables qualitats que pensava que tenies."
Isotta va continuar rebent crítiques, que van assolir un altre clímax quan va ser acusada de ser extremadament promíscua, evidència que es basava en l'opinió que una dona llesta mai era verge.

## Maduresa
Molta de la seva obra és detallada en cartes als seus companys.
Cansada del rebuig a Verona, Isotta es va traslladar a Venècia l'any 1439, una ciutat comercial i amb un port important, plena de persones bones i moltes catedrals i palaus. Va continuar augmentant els seus coneixements, i també la seva fama, però el seu gènere encara tenia molt de pes. La seva estada a Venècia va ser curta, i va tornar a Verona per viure amb son germà i la seva família. Va viure en el celibat i la solitud, esdevingué devotament religiosa; escollí, en comptes de l'humanisme, submergir-se en Déu i en la Bíblia. Això era vist com una ocupació més adequada per a una dona. Tenia poques visites, així com la seva família, i també va mantenir correspondència amb altres intel·lectuals, particularment Ludovico Foscarini, un polític venecià. El dos debatien sobre qüestions filosòfiques, la més coneguda: sobre si era més gran el pecat d'Adam o d'Eva. Ludovico visitava sovint la seva casa, participava en discussions amb altres membres de la família Nogarola, i la seva relació mai va ser romàntica. Va rebre una proposta de matrimoni l'any 1453, però, aconsellada per Foscarini, la va declinar. Va abraçar una vida de celibat, invertí el temps a aprendre fins que, gradualment, la seva salut va començar a fallar. Va morir el 1466, amb 48 anys.